# Candelaria Yegolé
Candelaria Yegolé är en ort i Mexiko.   Den ligger i kommunen Santa María Zoquitlán och delstaten Oaxaca, i den sydöstra delen av landet, 400 km sydost om huvudstaden Mexico City. Candelaria Yegolé ligger 1 158 meter över havet och antalet invånare är 183.
Terrängen runt Candelaria Yegolé är huvudsakligen kuperad. Candelaria Yegolé ligger nere i en dal. Runt Candelaria Yegolé är det mycket glesbefolkat, med 6 invånare per kvadratkilometer. Närmaste större samhälle är Nizagoche, 9,2 km söder om Candelaria Yegolé. I omgivningarna runt Candelaria Yegolé växer huvudsakligen savannskog.